# Ken Plant
Ken Plant (Nuneaton, 15 de agosto de 1925 - Nuneaton, 22 de marzo de 2014) fue un futbolista británico que jugaba en la demarcación de delantero.

## Biografía
En 1946, a los 19 años de edad, debutó con el Nuneaton Town FC. Tras tres años, el Bury FC se hizo con sus servicios para las cinco temporadas siguientes, marcando 55 goles en 121 partidos jugados. Aunque no fue hasta 1954 cuando explotó como futbolista, siendo con el Colchester United FC. Jugó 197 partidos y llegó a marcar 84 goles. En 1958 volvió al Nuneaton Town FC, jugando durante tres años. Finalmente en 1961 jugó para el Atherstone Town FC, retirándose un año después.
Falleció el 22 de marzo de 2014 en Nuneaton a los 88 años de edad.

## Clubes
| Club                 | País       | Año         | Partidos | Goles |
| -------------------- | ---------- | ----------- | -------- | ----- |
| Nuneaton Town FC     | Inglaterra | 1946 - 1949 | ¿?       | ¿?    |
| Bury FC              | Inglaterra | 1949 - 1954 | 121      | 55    |
| Colchester United FC | Inglaterra | 1954 - 1958 | 197      | 84    |
| Nuneaton Town FC     | Inglaterra | 1958 - 1961 | 122      | 78    |
| Atherstone Town FC   | Inglaterra | 1961 - 1962 | ¿?       | ¿?    |